# Recuperatio Imperii

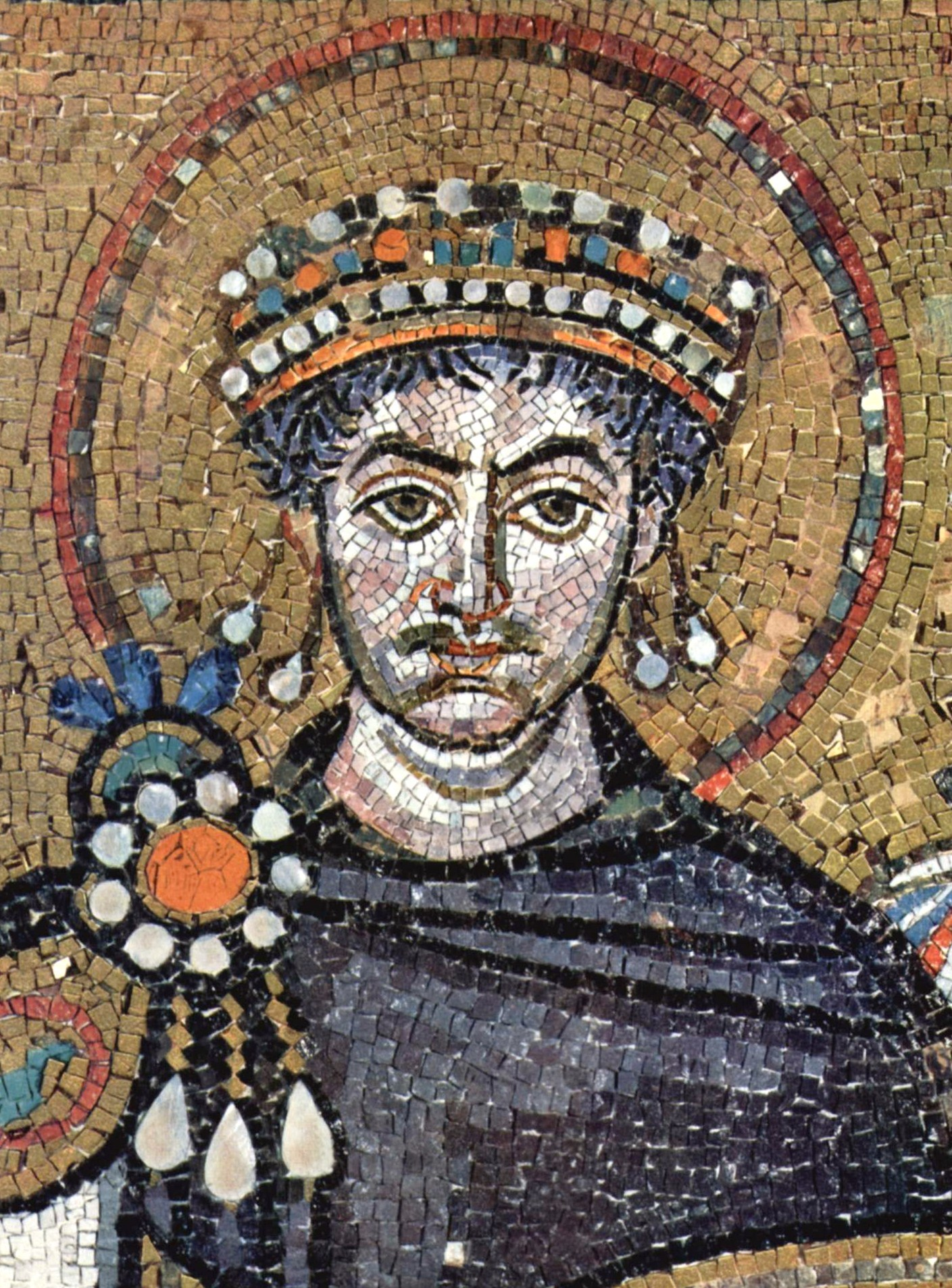
Justiniano I.

Mapa del Imperio romano de Oriente en 565. En claro, las conquistas durante el reinado de Justiniano I.

La Recuperatio Imperii o Renovatio imperii Romanorum es el nombre que recibe la campaña de reconquista ideada por el Emperador romano de Oriente, Justiniano I, con el fin de recuperar los territorios que formaban parte antiguamente del Imperio romano y que estaban bajo el poder de los bárbaros. Durante la Edad Media, la idea de restaurar el Imperio romano de Occidente surgió nuevamente con el reinado de Carlomagno y el posterior establecimiento del Sacro Imperio Romano Germánico.

## Campaña de Justiniano
La reunificación del Imperio romano era una idea popular en aquellos tiempos, ya que es una formulación que responde a los sentimientos extendidos entre amplias capas de la población de Occidente (sobre todo entre el elemento senatorial urbano y sectores vinculados con la administración) y en parte del gobierno del Imperio oriental, que intelectualmente juega con la continuidad imperial en Occidente; de hecho, el sentimiento de romanitas se encuentra -en el siglo VI- ampliamente extendido por todo el Imperio y es correspondido por la ideología oficial del gobierno imperial -según la cual este no se hundió en Occidente sino que los bárbaros gobernaban allí en nombre del Emperador romano de Oriente- y por parte de la intelligentia de Constantinopla (por ejemplo, es el caso del escritor Juan Lido, contemporáneo de Justiniano). 
Estos sentimientos fueron aprovechados por la administración de Justiniano I para realizar, precisamente, una política en consonancia con ellos (fuese sincera o interesada). Este programa fue dirigido por el brillante militar Belisario, y consiguió recuperar el norte de África, el sur de la península ibérica y la práctica totalidad de Italia. En las 3 invasiones de conquista del programa el Imperio usó siempre la excusa de que sus intereses en la región habían sido violados (casi siempre con el destronamiento o muerte de un rey favorable al Imperio) para así efectuar la invasión y posterior conquista. 
Sin embargo, el Imperio quedó debilitado para los retos del futuro y además, la hacienda imperial quedó vacía tras los monumentales gastos de Justiniano para sus campañas de conquista en Occidente y sus grandes construcciones arquitectónicas, como la basílica de Santa Sofía. Sus sucesores no podrían afrontar el reto de dirigir un Imperio atacado en todos los frentes y terminarían por perder gran parte de las conquistas de Justiniano I, y peor aún, por perder Siria, Palestina y Egipto, que constituían gran parte del Imperio de oriente, a manos de los árabes.

## Carlomagno y Sacro Imperio
La fórmula renovatio Romanorum imperii fue utilizada por primera vez en un diploma emitido por Carlomagno, cuando fue coronado emperador en 800. Probablemente se inspiró, al menos en parte, en monedas romanas. La evidencia de la "renovación" de la ciudad de Roma bajo Carlomagno proviene principalmente del Liber pontificalis. Hubo importantes programas de construcción y renovación bajo los papas Adriano I y León III, y hay también evidencia del crecimiento de la población y el incremento del tráfico de peregrinos. El sucesor de Carlomagno, Luis el Piadoso, abandonó la fórmula en favor de una nueva: renovatio regni Francorum. Cuando su hijo, Carlos el Calvo, llegó a emperador en 875, adoptó la fórmula renovatio imperii Romani et Francorum para su sello.
La fórmula renovatio imperii Romanorum reaparece en el sello de plomo del emperador Otón III en agosto de 998. Este sello fue reemplazado en enero de 1001 por otro con la leyenda aurea Roma. Otón III también construyó un palacio en Roma, lo que no habían hecho ninguno de sus antecesores.